# Chesias insubrica
Chesias insubrica är en fjärilsart som beskrevs av Vorbrodt 1931. Chesias insubrica ingår i släktet Chesias och familjen mätare. Inga underarter finns listade i Catalogue of Life.